# Goli Vrh (Klinča Sela)
Goli Vrh is een plaats in de gemeente Klinča Sela in de Kroatische provincie Zagreb. De plaats telt 274 inwoners (2001).